# Buena Suerte
Buena Suerte
es un barrio rural  del municipio filipino de primera categoría de El Nido perteneciente a la provincia  de Paragua en Mimaro,  Región IV-B.
En 2007 Buena Suerte contaba con 2.209 residentes.

## Geografía
El municipio de El Nido se encuentra 238 kilómetros al noreste de Puerto Princesa,  capital provincial. 
Su término ocupa el extremo meridional de isla Paragua. Linda al norte con la  isla de Linapacán y otras  del grupo de las islas Calamianes; al sur con el municipio vecino de Taytay; al este con el Mar de Joló frente a las islas que forman el municipio de Agutaya; y al oeste con el  mar de la China Meridional, conocido localmente como el Mar del Oeste de Filipinas.
Buena Suerte, 2.ª Zona, junto con los barrios de Maligaya, 1.ª Zona; Masagana, 3.ª Zona; y Corong-Corong, 4ª Zona, forma la Población de este municipio de El Nido donde habitan 7.166  personas.
Este barrio comprende las islas de Cadlao, de Dilumakad, de Cauayán; y los islotes de Caverna y de Mitri.

### Comunicaciones

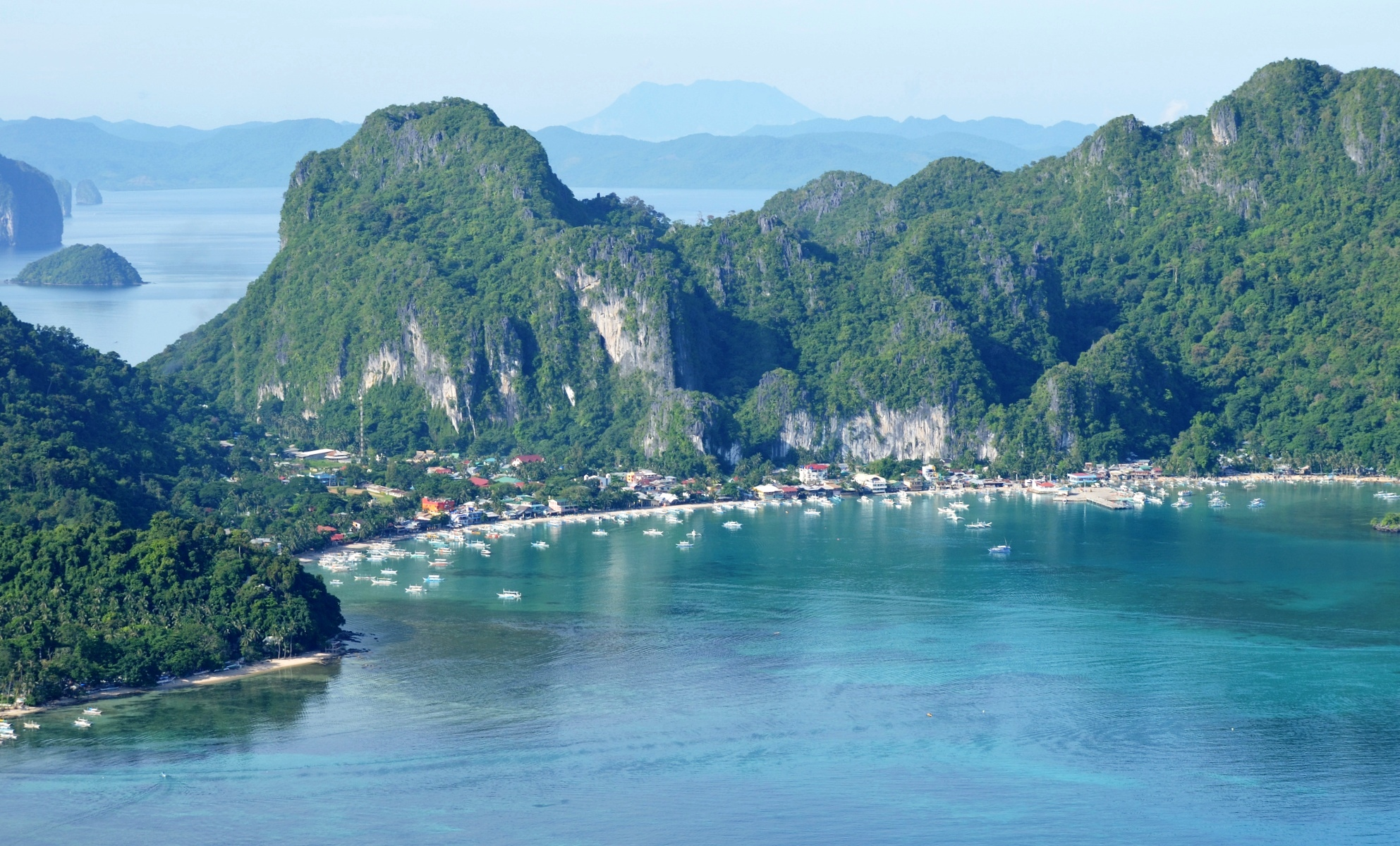
Vista de playa y puerto.

En este barrio se encuentra el puerto principal del municipio, estando  bajo la jurisdicción de la Autoridad Portuaria Filipina (PPA). Embarcaciones  de Atienza Shipping Lines y San Nicolás Shipping Lines tiene viajes regulares desde Manila a El Nido.

### Demografía
El barrio  de Buena Suerte contaba  en mayo de 2010 con una población de 2.512 habitantes.

## Historia
Bacuit formaba parte de la provincia española de  Calamianes, una de las de las 35 provincias de la división política del archipiélago Filipino, en la parte llamada de Visayas. Pertenecía a la audiencia territorial  y Capitanía General de Filipinas, y en lo espiritual a la diócesis de Cebú.